# Egerfarmos
Egerfarmos község Heves vármegye Füzesabonyi járásában.

## Fekvése
A vármegye délkeleti részén fekszik, az Eger-patak partján, Füzesabonytól 12, a megyeszékhely Egertől pedig 37 kilométer távolságra.
A közvetlen szomszédos települések: észak felől Mezőszemere és Mezőkövesd, kelet felől Egerlövő, délkelet felől Poroszló, nyugat felől pedig Mezőtárkány. Dél felől a település határszéle Besenyőtelekhez tartozó külterületekkel érintkezik, de ezen községgel épp csak ennyire határos.

### Megközelítése
Közúton két útvonalon érhető el: a 3-as főútból Szihalomnál kiágazó 33 102-es számú mellékúton, illetve Mezőtárkány központja felől, egy számozatlan önkormányzati úton.
A hazai vasútvonalak közül a Debrecen–Füzesabony-vasútvonal érinti, melynek két megállási pontja van itt. Egerfarmos megállóhely a belterület délnyugati szélénél, Kétútköz megállóhely pedig a keleti határszéle közelében (Kétútköz valójában már Poroszló településrésze).

## Története
Egerfarmos Árpád-kori település, nevét a tatárjárás után, 1261-ben említette először oklevél Fornos néven. Az 1261-es oklevélben IV. Béla király az Egri Püspökség birtokának határait írta le akképpen, hogy az a béli nemesek földjétől a szemerei és a farnosi nemesek területéig terjed.
1317-ben Fornas, 1333-ban Farnos néven írták.
A település a 15–16. században Borsod, később pedig Heves Vármegyéhez tartozott, Borsod vármegye határa a régi térképeken az Eger-patakig tartott.
1405-ben a falu egy része királyi birtok lett, e részt borosjenői Bor Pál fia, László kapta meg Zsigmond királytól adomány címén, majd Rozgonyi Simon és öccse László nyerte el.
Később Báthory András, a Barius család, Bosnyák Tamás, a Kandó család, majd a 18. századtól az Atkári-Szalay, a Polgár és Kovács, Pocska, Forgách, Szegő Brezovay, majd Vitéz, Prónay, Oláh család lett birtokosa.
1550-ben a töröknek fizettek adót, 1675-ben pedig egytelkes kisnemesek lakták a falut jobbágyaikkal.
1674-ben gyilkolta meg egy protestáns csoport Csepellényi György vértanút, pálos szerzetest.
1680-ban a falu pusztává vált, lakói még Eger törökök által való megszállása előtt elszéledtek. 1696-ban Pocska Levin egri hadi élelmezési biztos kapta meg a lakatlan pusztát 1450 forint váltságdíjért.
1701-ben már 6 felnőtt jobbágy férfi lakott a faluban.
1786-ban a falu 10 közbirtokosé; többek között a gróf Károlyi, báró Orczy, Subicz, Brezovay és más családok birtoka volt.
Az 1848–49-es forradalom és szabadságharc alatt a Tiszához, Poroszlóra való visszavonuláskor egy farmosi ember vitte át a mocsáron éjjel a Klapka hadtestéhez tartozó Máriássy huszárokat, hogy biztosítsák Dembinszky tábornok számára a visszavonulás útját.
1852-ben úrbéri birtokrendezés ment végbe a településen.
1910-ben 1130 lakosából 1099 magyar, 31 román volt. Ebből 1052 római katolikus, 34 görögkatolikus, 34 református volt.
Az 1950-es megyerendezésig Borsod vármegye Egri majd Mezőkövesdi járásához tartozott.
Nevét írásban először egy 1261-ben kelt oklevél említi Fornos néven. Később előfordul Fornas, Farnos és Furnus néven is. 1902 óta Egerfarmos a neve.

## Közélete

### Polgármesterei
- 1990–1994: Poczok Sándor (független)[3]
- 1994–1998: Poczok Sándor (független)[4]
- 1998–2002: Poczok Sándor (független)[5]
- 2002–2006: Poczokné Blanár Gabriella (független)[6]
- 2006–2010: Poczokné Blanár Gabriella (független)[7]
- 2010–2014: Poczokné Blanár Gabriella (független)[8]
- 2014–2019: Petrik László (független)[9]
- 2019–2024: Petrik László (független)[10]
- 2024– : Petrik László (független)[1]

## Népesség
A település népességének változása:
| Lakosok száma | 686  | 691  | 680  | 703  | 658  | 678  | 669  |
|               | 2013 | 2014 | 2015 | 2021 | 2022 | 2023 | 2024 |

2001-ben a település lakosságának közel 100%-a magyar nemzetiségűnek vallotta magát.
A 2011-es népszámlálás során a lakosok 91,5%-a magyarnak, 3,1% cigánynak, 0,4% németnek, 0,3% románnak mondta magát (8,5% nem nyilatkozott; a kettős identitások miatt a végösszeg nagyobb lehet 100%-nál). A vallási megoszlás a következő volt: római katolikus 48,2%, református 6%, görögkatolikus 0,3%, felekezeten kívüli 18,5% (26,6% nem nyilatkozott).
2022-ben a lakosság 92,4%-a vallotta magát magyarnak, 3,3% cigánynak, 0,5% németnek, 0,3% románnak, 1,4% egyéb, nem hazai nemzetiségűnek (7,4% nem nyilatkozott; a kettős identitások miatt a végösszeg nagyobb lehet 100%-nál). Vallásuk szerint 31,5% volt római katolikus, 4,6% református, 0,2% görög katolikus, 1,1% egyéb keresztény, 1,7% egyéb katolikus, 11,7% felekezeten kívüli (49,2% nem válaszolt).

## Nevezetességei
- Római katolikus templom. 1874-ben épült késő barokk stílusban. Szent Adalbert tiszteletére felszentelt.

## Ismert emberek

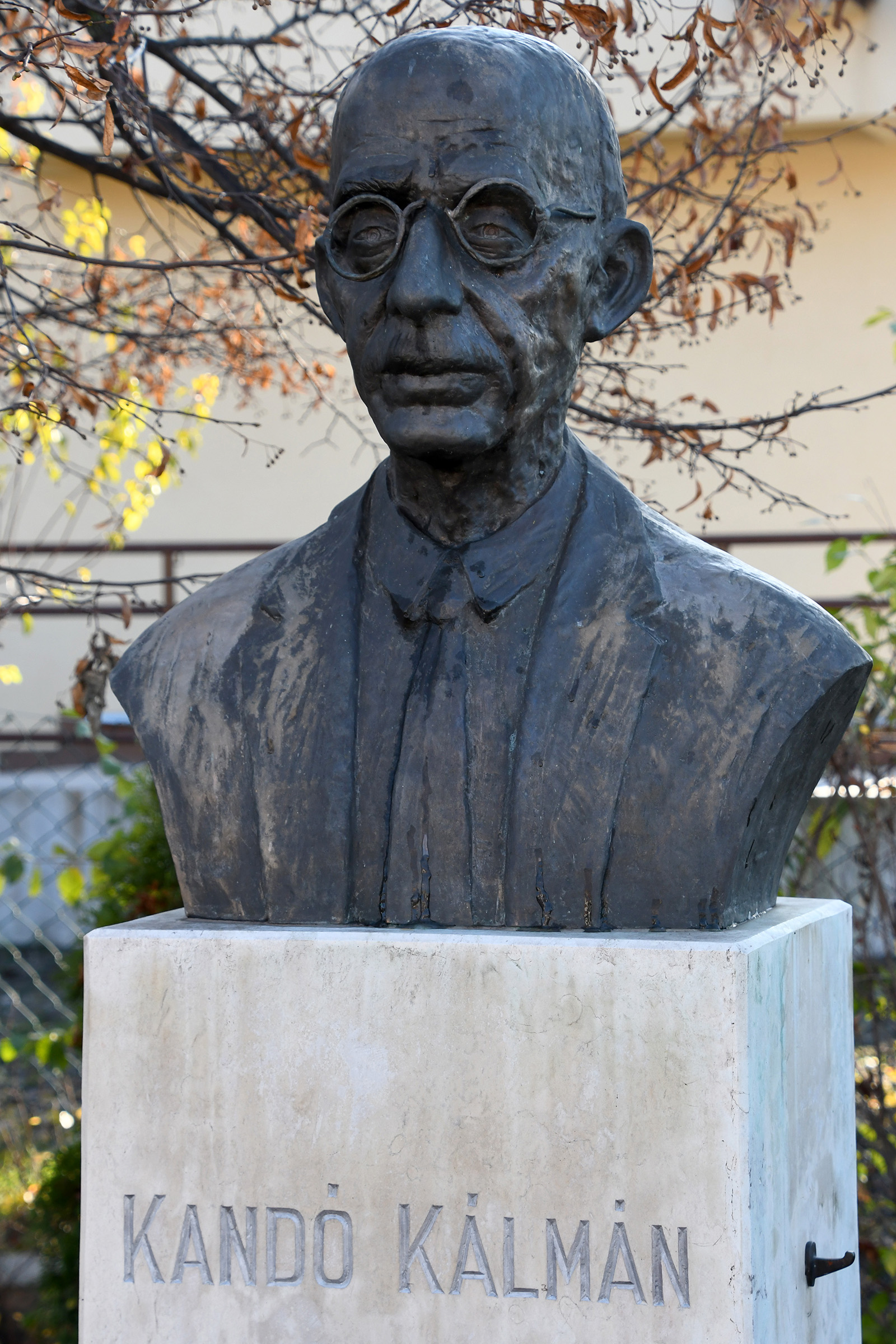
Kandó Kálmán mellszobra a faluban

Egerfarmosi és sztregovai doktor Kandó Kálmán (Pest, 1869. július 8. – Budapest, 1931. január 13.) magyar mérnök, a nagyfeszültségű háromfázisú váltakozóáramú vontatás első alkalmazója mozdonyoknál, a fázisváltó kidolgozója, a vasút-villamosítás úttörője.
Talán még a műszaki tudományokban járatosak közül is kevesen tudják, hogy a vasút-villamosítás úttörője, a villanymozdony feltalálója egerfarmosi származású. Pedig Kandó Kálmán szívesen viselte az egerfarmosi előnevet, mivel családja Egerfarmoson élt, s a feltaláló is mindig büszke volt kötődésére, ezért a településen élők is őrzik emlékét. Nevét ma egy alapítvány, alakját egy köztéri alkotás őrzi.
Itt született 1947. július 16-án Csörgő Sándor magyar matematikus, az MTA tagja.